# Aranyera flamígera
L'aranyera flamígera (Arachnothera flammifera) és un ocell de la família dels nectarínids (Nectariniidae).

## Hàbitat i distribució
Habita boscos, vegetació secundària i terres de conreu de Samar, Leyte, Bohol, Dinagat, Mindanao i Basilan, a les illes Filipines.

## Taxonomia
Fins fa poc s'ha considerat aquesta espècie part de l'aranyera menuda (Arachnothera longirostra). Avui es consideren espècies diferents.